# 툰드라 기후

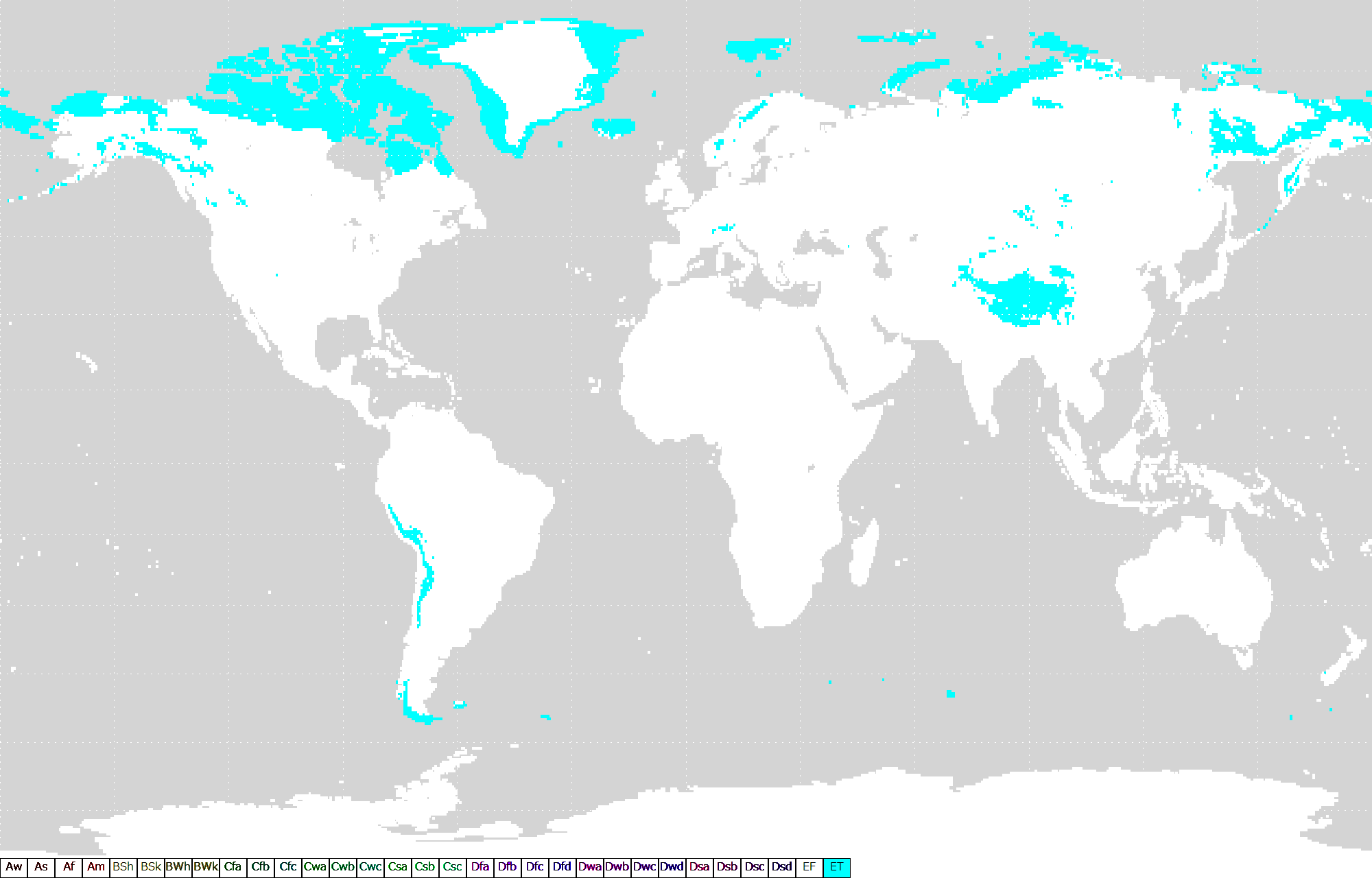
툰드라 기후 분포 모습.

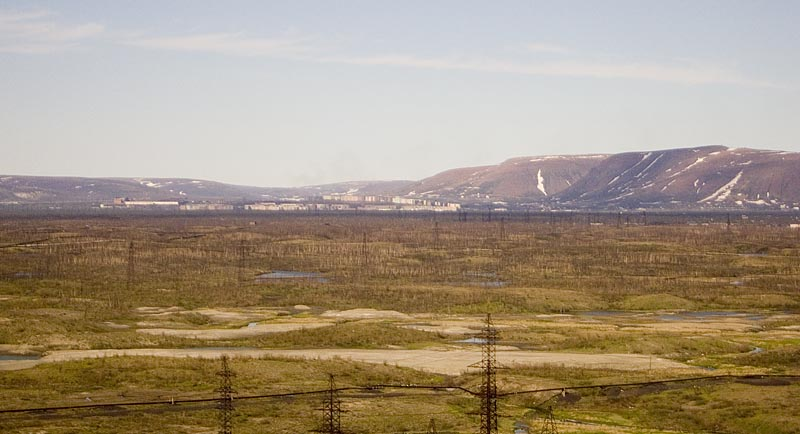
툰드라 지방 모습. 식물이 거의 자라지 않는 모습이다.

툰드라 기후는 쾨펜의 기후 구분에서 한대 기후에 속하며, 기호는 ET이다. 기온이 매우 낮은 기후로 여름은 0˚C ~ 10˚C 사이로, 지의류나 선태류 또는 작은 풀들이 잠깐 나타날 수 있지만 겨울은 영하 50˚C ~ 60˚C 사이로, 매우 추워서 웬만한 식물은 자라기 힘들다. 연간 강수량은 380mm 이하로, 강우량 자체는 많지 않지만 워낙 증발량이 적어 습지가 생기기도 한다. 툰드라 기후는 냉대와는 달리 보다 낮은 기온 때문에 농작물 재배가 불가능하다. 그래서 수렵이나 어로와 같은 사냥으로 식생활을 한다.
툰드라 기후는 식생이 독특하게 나타나는데, 여름에는 지표 아래에 있는 영구 동토층(사계절 내내 얼어있는 땅)은 녹지 않지만 지표는 잠깐 녹기 때문에 꽃이끼, 우산이끼, 솔이끼와 같은 지의류나 선태류 또는 황새풀과 같은 작은 풀이나 작은 나뭇가지도 생장한다. 이러한 식물들은 푸른 녹색보다는 연한 갈색을 띠는 경우가 많다. 이러한 식물들은 여름 동안 잠깐 생장하고, 큰 나무는 자랄 수 없기 때문에 산림은 없다. 겨울에는 거의 모든 식물의 생장이 정지되고 북극 늑대, 북극 여우, 북극곰, 북극 토끼, 순록 등이 나타난다. 가끔씩 철새도 나타나지만 털갈이 철에 잠깐 눈에 띄고 다시 남쪽으로 날아간다. 살아가는 생물의 종류와 수가 적기 때문에 매우 단순한 생태계가 조성된다.
토양은 툰드라토가 나타나는데, 이 툰드라토는 큰 식물은 살지 않지만, 이끼류 등이 남긴 유기물이 남아있다. 이 유기물은 미생물에 의해 분해가 되지 않고, 그대로 축적된다. 툰드라토는 포드졸토와 같이 강한 산성을 띠고 회갈색을 띠는데, 애초에 추운 기후 때문에 농작물을 재배하지는 못하지만, 토양도 농작물을 재배하기에는 매우 부적합하다.

툰드라 기후에 사는 사람들은 이누이트, 래프인 등이 있으며, 주로 물고기나, 순록, 백곰, 물개 등을 사냥해 식생활을 해결한다. 과거에는 대부분 이렇게 사냥으로 생계를 이어나갔지만 최근에는 툰드라 기후에 있는 많은 자원들과 군사적, 항공교통적으로 매우 중요해졌다. 따라서, 과거에는 사냥을 하던 사람들은 대부분 수렵 외에 다른 분야에도 일하고, 소수만이 수렵만으로 살아간다.
이러한 툰드라 기후는 그린란드 해안 지방, 유라시아 북부, 북아메리카 북부 등 적도에서 매우 멀리 떨어진 곳에 분포한다.

## 툰드라 기후의 성질을 띠고 있는 지역

### 아메리카
- 미국 알래스카주  북부
- 캐나다 대부분의 부속 도서
- 그린란드 해안 지역
- 페루 일부
- 볼리비아 일부
- 칠레 남동부 일부
- 아르헨티나 남서부 일부
- 포클랜드 제도 대부분
- 사우스조지아 사우스샌드위치 제도

### 유럽
- 노르웨이 북부
- 아이슬란드 대부분
- 스발바르 제도
- 러시아 북부 일부
- 스웨덴 북부
- 핀란드 북부

### 아시아
- 중국 남서부 티베트고원의 대부분 지역.
- 인도 북동부 히말라야산맥의 고지대.
- 네팔 히말라야산맥의 고지대.
- 부탄 히말라야산맥의 고지대.
- 일본 후지산

### 아프리카
- 탄자니아 킬리만자로산

## 같이 보기
- 쾨펜의 기후 구분
- 한대 기후
- 고산 기후